# Narciso Campero

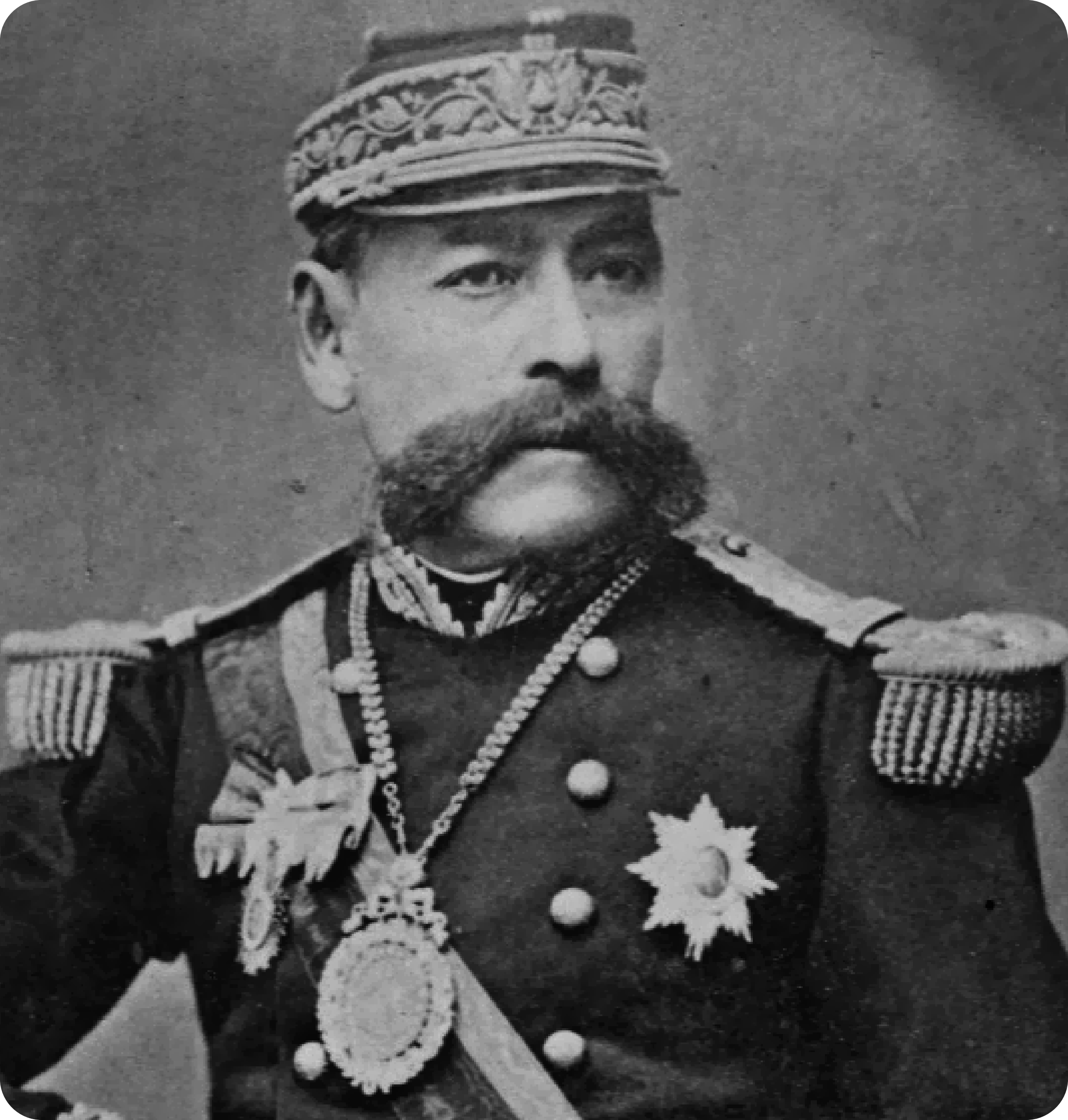

Narciso Campero Leyes (* 29. Oktober 1813 in Tojo; † 12. August 1896 in Sucre) war ein bolivianischer Militär und Politiker. Vom 19. Januar 1880 bis zum 4. September 1884 war er Staatspräsident von Bolivien.
Nach ihm ist die Provinz Narciso Campero in Bolivien benannt.